# Teixeira de Pascoaes
Teixeira de Pascoaes, pseudónimo literario de Joaquim Pereira Teixeira de Vasconcelos (Amarante, 2 de noviembre de 1877-14 de diciembre de 1952), fue un escritor portugués, que cultivó principalmente la poesía. Es uno de los más notables representantes del saudosismo.

## Biografía
En 1901 terminó la carrera de derecho en la Universidad de Coímbra pero tan solo ejerció durante cerca de diez años. Junto con António Sérgio y Raul Proença fue uno de los líderes del llamado movimiento del “Renacimiento portugués” y lanzó en 1910 en Oporto, junto con Leonardo Coimbra y Jaime Cortesão, la revista A Águia, principal órgano del movimiento. Gran parte de su vida la pasó en la casa familiar de la Serra do Marão, donde cultivaba la tierra y escribió la mayor parte de su poesía contemplando el paisaje. En 1918 pronuncia unas conferencias en Barcelona junto a Eugenio d'Ors.
Un año antes de las conferencias, en 1917, otro encendido lusófilo, Andrés González Blanco, traductor de poetas como Antero de Quental, Gomes Leal, Eugénio de Castro o Camoes, dedica un amplio artículo a Pascoaes y el saudosismo en la revista Estudio, en el que establece un diálogo entre el futurismo de Marinetti y el saudosismo. De este, presenta sus fundamentos étnicos, históricos y filológicos, así como su presencia en la literatura y la política y sus vínculos con España, en un amplio texto por el que circulan los nombres de Francisco Villaespesa (tan próximo al espíritu lusitano en libros como Saudades) y el del propio Fernando Pessoa, por primera vez impreso en España.
En 1923 visita la Residencia de Estudiantes y alcanza cierta notoriedad entre escritores vinculados a la Residencia como García Lorca, con quien Pascoaes intercambia postales y libros dedicados. La revista Nós, en la que participó, indicó que «tenemos a Teixeira de Pascoaes como algo nuestro, y en nuestras devociones internas lo tenemos muy cerca de Santa Rosalía y de Eduardo Pondal». A la muerte del poeta en 1952 afirma Vicente Risco que «Galicia lo ha llorado como suyo y no ha hecho de más, pues de debe la revelación de la saudade, en la que se cifra el sentido profundo de nuestra intimidad poética».
Pessoa lo definió como «uno de los mayores poetas vivos y el mayor poeta lírico de la Europa actual». Fue un gran amigo de Miguel de Unamuno. También entabló amistad con lusitanistas como Eugenio d'Ors, Ignasi de Ribera i Rovira y Fernando Maristany y Guasch, que traducen y divulgan ampliamente su poesía en España en la década de 1920. Su obra también suscitó el interés de Juan Ramón Jiménez o Gómez de la Serna y fue venerada por Eugénio de Andrade o Mário Cesariny.
Una calle de la ciudad gallega de La Coruña lleva su nombre.